# Bränneröd

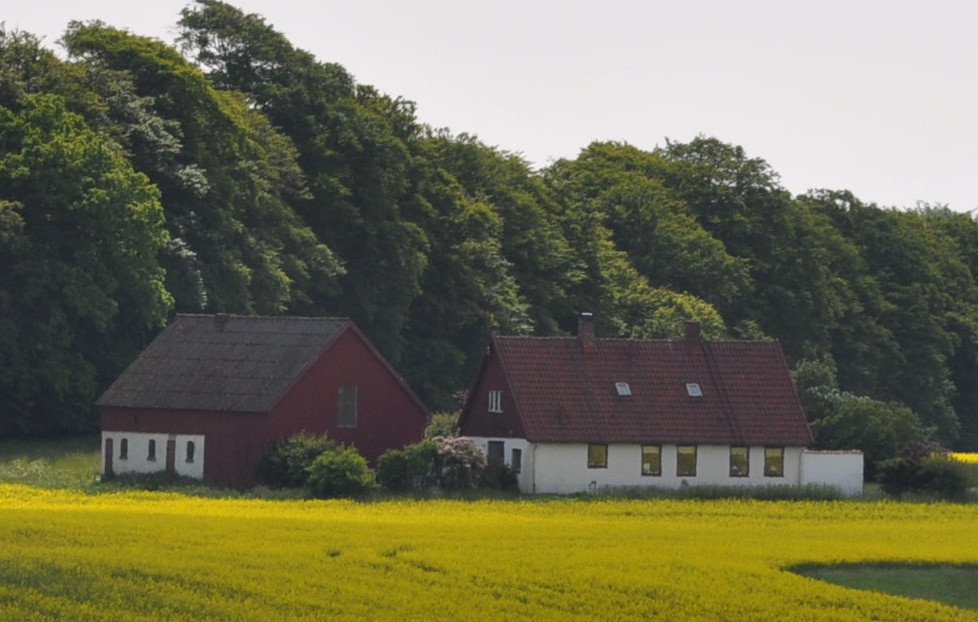
Bränneröd

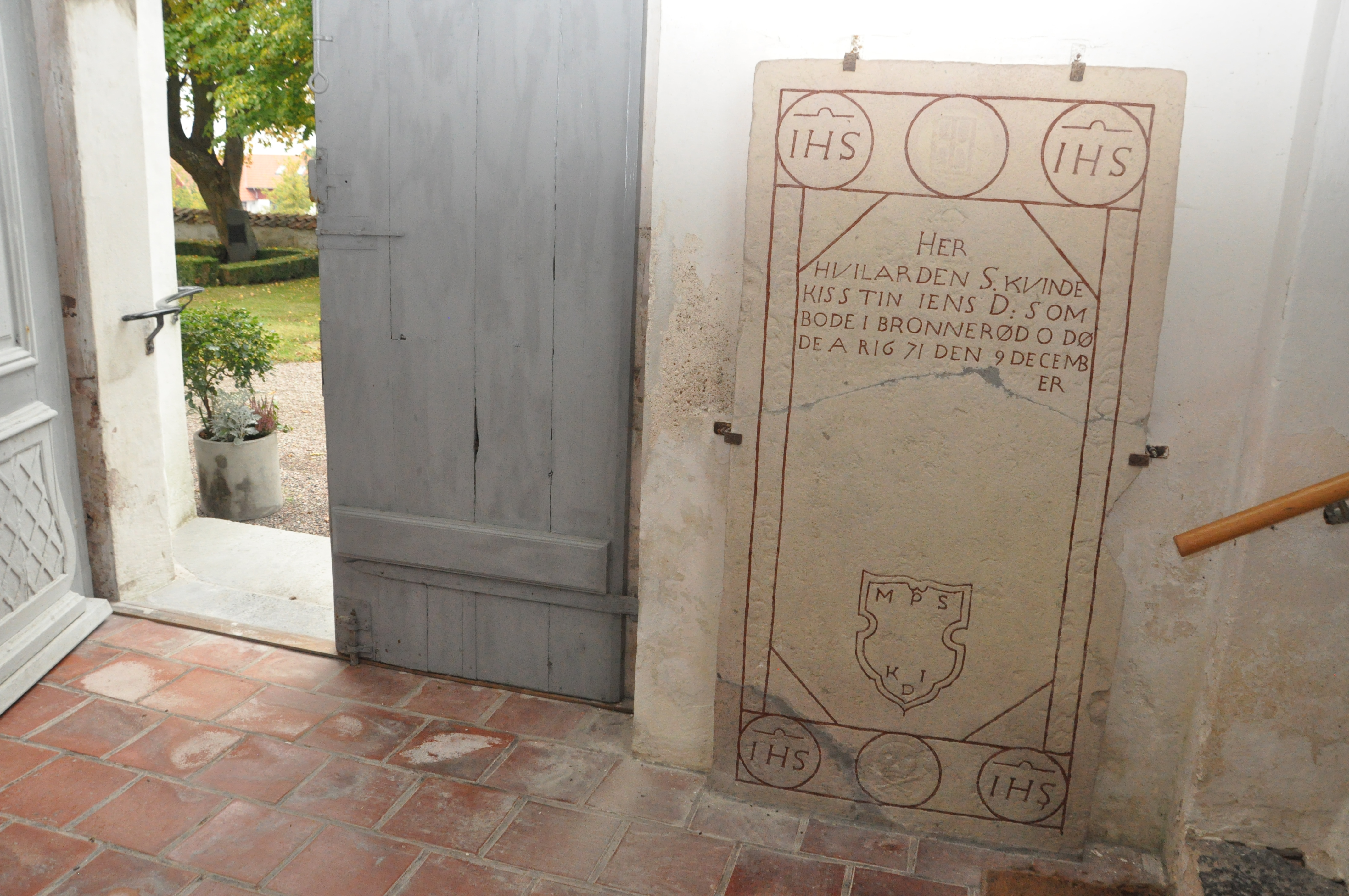
Den stora gravstenen (1671) fr Lemme-
strö g:a kyrka (Börringe kyrka, vapenhuset)

Bränneröd (Bråneröd/Brånneröd/Broneryd) är en gård i Börringe socken i Svedala kommun. Bränneröd var i över tvåhundra år del av Havgårds säteri och är känd sedan åtminstone 1500-talet.
Bränneröd är beläget uppe på platån mellan kullarna kring Havgårdssjön med ruinerna efter drottning Margaretas medeltida borg Turestorpsö, bokskogarna vid Havgårds mosse och Gabeljung samt det egentliga Söderslätt.
Här bodde den på Havgårds säteri födda hovdamen Märta Whitfield (född Stjernswärd; 1908-2005), som bland annat tog initiativet till att rädda Grönby mölla i Norra Grönby.
Huvudbyggnaden i skånsk stil från 1966 är ritad av det danska arkitektkontoret Jytte Jensenius & Tobias Faber.